# Muraszerdahely
Muraszerdahely (horvátul: Mursko Središće, vendül: Mürsko vagy Mörsko Središče) kisváros és község (járás) Horvátországban, Muraköz megyében.

## A község (járás) települései
Muraszerdahely községhez közigazgatásilag még Bányavár, Lapány, Muraréthát és Muraszentkereszt települések tartoznak.

## Fekvése
A város a Mura mellett, a magyar határtól 3 km, közvetlenül a szlovén határnál, Lentitől 22 km-re, Lendvától 6 km-re délre fekszik. Vasútvonalát 1890. október 12-én adták át a Csáktornya-Lendva-Rédics-Zalaegerszeg-vasútvonalként, ma a Lendva felé haladó szárnyvonal része.

## Története
Már a római korban lakott hely volt és a Mura mentén évszázadok óta vízimalmok működtek. A települést és első, Szent Márton tiszteletére szentelt templomát 1334-ben említik először "Sancti Martini in Zredysche" néven. 1458-ban már mezővárosként "Opidum Zerdahel" néven szerepel. 1477-ben már fontos kereskedelmi állomás volt a közeli Csáktornyával és Perlakkal együtt.
1650-ben "Mura Zerdahel" alakban említik. 1660-ban már állt Szent Márton tiszteletére szentelt kápolnája, 1716-ban pedig felépült a Szent László tiszteletére szentelt kápolna is, melyet többszöri megújítás után 1820-ig használtak. 1690-ben a gótikus templomot elmosta az árvíz és ezután barokk stílusban épült újra. 1771-ben 59 házat számláltak a településen 412 lakossal. 1802-ben már 586 volt a lakosok száma. 1857-ben 138 háza és 938 lakosa volt. 1889-ben a Lendva-Csáktornya főút megépülése elősegítette a fejlődést, ekkor épült a vasúti híd is a Murán.
A 20. század elején a közeli kőolajmezők felfedezésének köszönhetően a település fejlődése felgyorsult, 1901-ben elsőként Európának ezen a részén már kőolajvezeték kötötte össze Muraszerdahelyt és Selnicát. 1910-ben 1474, többségben horvát lakosa volt, jelentős magyar kisebbséggel. A trianoni békeszerződésig, majd 1941-1945 újra  Zala vármegye Csáktornyai járásához tartozott.
Az első világháború után 1921-ben szenet is találtak és 1926-ban megnyílt az első szénbánya is. A széntermelés az 1950-es és 60-as években érte el csúcspontját, később azonban a kitermelés gazdaságtalanná vált. Ma főleg a város textilipara fejlett a Modeks textilgyárnak köszönhetően, emellett az építőipar és a kereskedelem, valamint a turizmus jelent bevételt a városnak. Muraszerdahely 1997-ben kapott városi rangot.
2001-ben a hozzá tartozó településekkel együtt 7200 lakosa volt, magának a városnak 6548 lakosából 6260 horvát volt.

## Nevezetességei
A település első, 1334-ben említett temploma még gótikus stílusban épült, ezt azonban 1690-ben elmosta a Mura áradása. Ekkor barokk stílusban építették újjá. 1946-óta plébániatemplom, melyet augusztus 15-én a Nagyboldogasszony és Szent László király  tiszteletére szenteltek fel újra. A templom hosszúkás, egyhajós, téglalap alaprajzú,észak-déli tájolású épület. Sekrestyéje a sokszögű szentély keleti oldalán található, harangtornya, mely a főhomlokzat előtt áll 1793 körül épült. A templom berendezése 18. századi,  három késő barokk oltára van.